# Hancock (Vermont)
Hancock és una població dels Estats Units a l'estat de Vermont. Segons el cens del 2000 tenia 382 habitants.

## Demografia
Segons el cens del 2000, Hancock tenia 382 habitants, 164 habitatges, i 112 famílies. La densitat de població era de 3,8 habitants per km².
Dels 164 habitatges en un 27,4% hi vivien nens de menys de 18 anys, en un 54,9% hi vivien parelles casades, en un 7,3% dones solteres, i en un 31,1% no eren unitats familiars. En el 28% dels habitatges hi vivien persones soles el 10,4% de les quals corresponia a persones de 65 anys o més que vivien soles. El nombre mitjà de persones vivint en cada habitatge era de 2,33 i el nombre mitjà de persones que vivien en cada família era de 2,77.
Per edats la població es repartia de la següent manera: un 20,9% tenia menys de 18 anys, un 7,3% entre 18 i 24, un 27% entre 25 i 44, un 29,3% de 45 a 60 i un 15,4% 65 anys o més.
L'edat mediana era de 42 anys. Per cada 100 dones de 18 o més anys hi havia 108,3 homes.
La renda mediana per habitatge era de 29.583 $ i la renda mediana per família de 40.000 $. Els homes tenien una renda mediana de 24.531 $ mentre que les dones 21.875 $. La renda per capita de la població era de 16.255 $. Entorn del 6,6% de les famílies i el 8,4% de la població estaven per davall del llindar de pobresa.